# کیم مین سوک (بازیگر)
کیم مین سوک (کره‌ای: 김민석؛ زادهٔ ۲۴ ژانویه ۱۹۹۰) بازیگر اهل کره جنوبی است. او نقش‌های مکمل در مجموعه‌های تلویزیونی مانند گروه گل (۲۰۱۲)، نسل خورشید (۲۰۱۶)، پزشکان (۲۰۱۶)، مدافع (۲۰۱۷)، چون این اولین زندگیمه (۲۰۱۷) و دلباخته در شهر (۲۰۲۰) ایفا کرده است.

## فیلم‌شناسی

### فیلم
| سال  | عنوان                     | نقش       | توضیحات             | منابع       |
| ---- | ------------------------- | --------- | ------------------- | ----------- |
| ۲۰۱۳ | موبیوس                    | تاگ ۱     | حضور افتخاری        |             |
| ۲۰۱۷ | یک بانوی خاص              | جو هوان   |                     | [ ۴ ]       |
| ۲۰۱۸ | مونستروم                  |           |                     | [ ۵ ]       |
| ۲۰۱۹ | دلقک‌ها: تغییردهندگان بازی | پال پونگ  |                     | [ ۶ ]       |
| ۲۰۱۹ | Man of Men                | جونگ گی   | حضور افتخاری        | [ ۷ ]       |
| ۲۰۲۱ | کوسه: آغاز                | چا وو سول | فیلم اختصاصی تیوینگ | [ ۸ ] [ ۹ ] |
| ۲۰۲۱ | ۱+۱                       | چا جی چون | فیلم مستند          | [ ۱۰ ]      |

### مجموعه تلویزیونی
| سال       | عنوان                           | نقش            | توضیحات                 | منابع  |
| --------- | ------------------------------- | -------------- | ----------------------- | ------ |
| ۲۰۱۲      | گروه گل                         | سو کیونگ جونگ  |                         |        |
| ۲۰۱۴      | عشق در دبیرستان                 | پارک بیونگ ووک |                         |        |
| ۲۰۱۵      | تو کیستی: مدرسه ۲۰۱۵            | مین سوک        |                         |        |
| ۲۰۱۶      | نسل خورشید                      | کیم گی بوم     |                         |        |
| ۲۰۱۶      | پزشکان                          | چوی کانگ سو    |                         |        |
| ۲۰۱۷      | مدافع                           | لی سونگ گیو    |                         | [ ۱۱ ] |
| ۲۰۱۷      | دوران جوانی ۲                   | سو جانگ هون    |                         | [ ۱۲ ] |
| ۲۰۱۷      | چون این اولین زندگیمه           | شیم وون سوک    |                         | [ ۱۳ ] |
| ۲۰۱۸      | زیبایی درون                     | هان سه گه      | حضور افتخاری (قسمت 5–6) | [ ۱۴ ] |
| ۲۰۱۸      | درامای ویژه – Almost Touching   | کانگ سونگ جان  | درام یک قسمتی           | [ ۱۵ ] |
| ۲۰۱۸      | جراحان قلب                      | جراح           | حضور افتخاری (قسمت ۳۲)  | [ ۱۶ ] |
| ۲۰۱۸      | دراما استیج – Withdrawal Person | بیونگ دو       | درام یک قسمتی           | [ ۱۷ ] |
| ۲۰۲۱      | پسران راکتی                     | هون هون        | حضور افتخاری (قسمت ۲)   | [ ۱۸ ] |
| ۲۰۲۳      | مأمور تحویل                     | دو گیو جین     |                         | [ ۱۹ ] |
| ۲۰۲۳–۲۰۲۴ | یک روز خوب برای سگ بودن         | کانگ اون هوان  | حضور افتخاری            | [ ۲۰ ] |
| ۲۰۲۴      | ولنتاین نظامی من                | لوید           |                         | [ ۲۱ ] |

### مجموعه اینترنتی
| سال       | عنوان                   | نقش            | توضیحات                | منابع                |
| --------- | ----------------------- | -------------- | ---------------------- | -------------------- |
| ۲۰۱۴      | پیامدها                 | جو این هو      |                        |                      |
| ۲۰۲۰–۲۰۲۱ | دلباخته در شهر          | چوی کیونگ جون  |                        | [ ۲۲ ] [ ۲۳ ]        |
| ۲۰۲۱      | موتور از امروز روشن است | چا ده هیون     |                        | [ ۲۴ ]               |
| ۲۰۲۴      | آقای پلانکتون           | یون گی هو/کاری |                        | [ ۲۵ ] [ ۲۶ ]        |
| ۲۰۲۵      | کوسه: طوفان             | چا وو سول      | دنبالهٔ فیلم کوسه: آغاز | [ ۲۵ ] [ ۲۶ ] [ ۲۷ ] |